# Matthew Quick
Matthew Quick (Camden, 23 de outubro de 1973), é um autor norte-americano de romances. É mais conhecido pelo livro Silver Linings Playbook. Além de O Lado Bom da Vida, Matthew Quick também é autor de outros romances como Sorta Like a Rockstar (Quase Uma RockStar - Intrínseca 2015) de 2010 e Boy21 de 2012, publicado no Brasil como Garoto 21 e Forgive Me, Leonard Peacock publicado no Brasil pela Intrínseca com o título Perdão, Leonard Peacock.

## Vida pessoal
Quick nasceu em Camden, Nova Jersey. Após algum tempo se mudou para Oaklyn, no estado de Nova Jersey, onde cresceu e se graduou na Collingswood High School, classe de 1992. Após o ensino médio, Matthew, fez licenciatura em literatura inglesa na La Salle University completando seus estudos no anos de 1996. Ele ensinou inglês/literatura e cinema em Haddonfield Memorial High School - também Nova Jersey - por vários anos, durante os quais também foi treinador de futebol e basquetebol.
Fazendo viagens pelo mundo, conheceu a amazônia peruana e equatoriana, foi à África Meridional, mais especificamente à Namíbia, e fez trilhas pelo "fundo nevado do Grand Canyon".
Apesar de ser professor titular na escola, no ano de 2004, resolveu deixar tudo de lado e perseguir o seu sonho de se tornar um escritor de ficção. Em 2007 recebeu seu Master of Fine Arts (MFA) em Creative Writing (Escrita Criativa) pela Goddard College.. Atualmente ele vive em Holden, Massachusetts com sua esposa, a escritora e pianista Alicia Bessete.
Quando ele estava escrevendo o livro The Silver Linings Playbook no porão de seus sogros, ele estava desempregado, havia vendido sua casa, abandonado o cargo de professor titular e não tinha certeza de qual seria o próximo passo de sua vida.
Ele é um torcedor bem aficionado pelo time de futebol americano Philadelphia Eagles.

## Livros
| Ano  | Título original Estados Unidos | Título adaptado Brasil  | Editora nos Estados Unidos                     | Editora no Brasil |
| ---- | ------------------------------ | ----------------------- | ---------------------------------------------- | ----------------- |
| 2008 | The Silver Linings Playbook    | O Lado Bom da vida      | Sarah Crichton Books / Farrar, Straus & Giroux | Intrínseca        |
| 2010 | Sorta Like a Rockstar          | Quase uma RockStar      | Little, Brown & Company                        | Intrínseca        |
| 2012 | Boy21                          | Garoto 21               | Little, Brown & Company                        | Intrínseca        |
| 2013 | Forgive Me, Leonard Peacock    | Perdão, Leonard Peacock | Little, Brown & Company                        | Intrínseca        |
| 2014 | The Good Luck of Right Now     | A Sorte do Agora        | HARPER USA                                     | Intrínseca        |
| 2015 | Love May Fail                  | Não publicado no Brasil |                                                |                   |
| 2016 | Every Exquisite Thing          | Todas as Coisas Belas   | Little, Brown & Company                        | Intrínseca        |
| 2017 | The Reason You're Alive        | Não publicado no Brasil |                                                |                   |
| 2022 | We Are the Light               | Não publicado no Brasil |                                                |                   |

### Adaptações
- Silver Linings Playbook (2012) Filme estrelado por Bradley Cooper e Jennifer Lawrence,[12] baseado no romance homônimo.[13]
- All Together Now (2020) Filme com participação do Matthew Quick no roteiro e baseado no livro Sorta Like a Rockstar.[14] Foi distribuído pela Netflix.[15]